# François Patrice
François Patrice, né François Privat Henri Aubouard, le 1er janvier 1924 à Beyrouth (Liban) et mort le 19 décembre 2018 dans le 15e arrondissement de Paris, est un comédien français.

## Biographie
Après avoir joué dans de nombreux films, il n'obtient plus de rôles, ce qui le décide à quitter Paris et à vivre auprès de l'Abbé Pierre, avec lequel il écrit un scénario pour un film intitulé Les Chiffonniers d'Emmaüs (1955).
Il est ensuite engagé, vers 1964, pour faire l'ouverture d'une boîte de nuit, le Club Saint-Hilaire, située à Paris rue de Ponthieu et reste animateur de boîte de nuits pendant quinze ans. C'est son ami, le réalisateur Jean-Paul Carrère qui l'engage en 1973 pour le téléfilm Coup de sang dans le but de relancer sa carrière d'acteur.
En 2006, il publie un livre de souvenirs : Plus cabot que moi... toi ! (éd. Publibook), préfacé par Brigitte Bardot.

### Lieux de villégiature
Il fut un hôte assidu de Sainte-Maxime à l'époque où il y créa et anima le club Saint-Hilaire de la Mer.

## Filmographie

### Cinéma
- 1946 : Fille du diable de Henri Decoin - Georges
- 1946 : La Rose de la mer de Jacques de Baroncelli - Le mousse
- 1947 : Les gosses mènent l'enquête de Maurice Labro - Dominique Lekain
- 1947 : Combat pour tous de Georges Régnier - court métrage
- 1948 : La Vie en rose, de Jean Faurez - Della Rocca
- 1948 : Trois Garçons, une fille de Maurice Labro - Gilbert Dourville
- 1948 : Impasse des Deux-Anges de Maurice Tourneur - Le jeune homme
- 1949 : Retour à la vie de Jean Dréville - Le trafiquant dans le sketch : Le retour de René
- 1949 : L'Escadron blanc de René Chanas - Kermeur
- 1950 : Le Grand Rendez-vous de Jean Dréville - François
- 1950 : Ils ont vingt ans de René Delacroix - Lavallet
- 1951 : Rue des Saussaies de Ralph Habib - Roger Masson
- 1951 : Duel à Dakar de Claude Orval et Georges Combret - Julien Gambier
- 1952 : Torticola contre Frankensberg de Paul Paviot - court métrage - Eric Von Mausenbert
- 1952 : Les Quatre Sergents du Fort Carré de André Hugon - Le sergent André Leroy
- 1952 : Le Huitième Art et la Manière de Maurice Regamey - court métrage - George Palmer dans le feuilleton radiophonique
- 1953 : La Pocharde de Georges Combret - Jacques
- 1954 : Le Grand Pavois de Jack Pinoteau - Derval
- 1954 : Razzia sur la chnouf de Henri Decoin - Jo, le trafiquant homo
- 1955 : Les Chiffonniers d'Emmaüs de Robert Darène - Henri - il est également le coauteur du scénario -
- 1955 : L'Affaire des poisons de Henri Decoin - De Lignières
- 1956 : Toute la ville accuse de Claude Boissol - Patrice Lourel
- 1956 : Ce soir les jupons volent de Dimitri Kirsanoff - Marc
- 1956 : La Joyeuse Prison d'André Berthomieu - Popaul, un délinquent
- 1957 : La Peau de l'ours de Claude Boissol - L'inspecteur Martin
- 1960 : Le Bal des espions de Michel Clément - Le frère d'Olivia
- 1961 : Les Moutons de Panurge de Jean Girault
- 1961 : Le Puits aux trois vérités de François Villiers - Un invité au vernissage
- 1962 : Les Parisiennes de Marc Allégret, Claude Barma, Michel Boisrond et Jacques Poitrenaud  - Le play-boy dans le sketch : Françoise de Claude Barma
- 1964 : Les Yeux cernés de Robert Hossein - Friedrich
- 1968 : Vivre la nuit de Marcel Camus - Simple participation
- 1969 : Du blé en liasses de Alain Brunet - Germond
- 1971 : Qu'est-ce qui fait courir les crocodiles ? de Jacques Poitrenaud - Simple participation
- 1976 : Blondy de Sergio Gobbi - Un inspecteur
- 1979 : Ciao les mecs ! de Sergio Gobbi - Simple participation
- 1986 : La Nuit du risque de Sergio Gobbi

### Courts métrages
- 2013 : Des dimanches à tuer d'Olivier Korol : - le professeur de médecine
- 2016 : L'honneur d'un chef de Maxime Hurtaux et Olivier Korol : - Jo, le trafiquant homo (reprise du rôle qu'il tenait dans le film Razzia sur la chnouf).

### Télévision
- 1973 : Coup de sang de Jean-Paul Carrère - Le commissaire Ricci
- 1978 : Les Amours sous la Révolution (épisode : La Passion de Camille et Lucie Desmoulins) de Jean-Paul Carrère - Robespierre
- 1987 : Les Enquêtes du commissaire Maigret, épisode : Maigret voyage de Jean-Paul Carrère
- 1969-1970 : Les chevaliers du ciel, épisode 9 saison 3 - Le docteur

## Théâtre
- 1948 : Saïgon 46 de Jacques Raphaël-Leygues, mise en scène Alfred Pasquali, Théâtre de la Potinière
- 1952 : Pauvre Monsieur Dupont de Raymond Vincy, mise en scène Alice Cocéa, Théâtre de l'Ambigu
- 1955 : La Folle Nuit d'André Mouëzy-Éon et Félix Gandéra, mise en scène Alfred Pasquali, Théâtre des Célestins

## Documentaire
- 2017 : François Patrice, un destin de cinéma, webdocumentaire de Maxime Hurtaux, sur une idée originale d'Olivier Korol